# Hydraecia lampadifera
Hydraecia lampadifera là một loài bướm đêm trong họ Noctuidae.